# قرار مجلس الأمن التابع للأمم المتحدة رقم 1208
قرار مجلس الأمن التابع للأمم المتحدة رقم 1208، الذي تم تبنيه بالإجماع في 19 نوفمبر 1998، بعد التذكير بالقرار 1170 (1998) بشأن أفريقيا، ناقش المجلس معاملة اللاجئين ووضعهم في القارة.
ومن المهم حماية اللاجئين والحفاظ على الطابع الإنساني لمخيمات اللاجئين. واعترف مجلس الأمن بتجربة البلدان الأفريقية في التعامل مع اللاجئين ومخيمات اللاجئين. ساد انعدام الأمن في بعض المخيمات بسبب وجود جماعات مسلحة غير مؤهلة للحماية الدولية، والاختلافات بين اللاجئين، والجريمة، وقطع الطرق، وتدفق الأسلحة. وشدد على ضرورة مساعدة البلدان الأفريقية على توفير الأمن للاجئين والحفاظ على الطابع الإنساني لمخيمات اللاجئين وحماية الفئات الضعيفة مثل النساء والأطفال وكبار السن.
شدد مجلس الأمن على أهمية الاتفاقية المتعلقة بوضع اللاجئين لعام 1951 وعلى وجه الخصوص اتفاقية منظمة الوحدو الأفريقية التي تنظم الجوانب المحددة لمشاكل اللاجئين في أفريقيا. كان مضيف مخيم للاجئين مسؤولاً عن طبيعته الأمنية والإنسانية. وفي هذا الصدد، تم حث مفوض الأمم المتحدة السامي لشؤون اللاجئين ومنظمة الوحدة الأفريقية والمجتمع الدولي والمنظمات الإقليمية ودون الإقليمية على مساعدة البلدان الأفريقية التي تستضيف اللاجئين بينما يتعين على الأمين العام كوفي عنان الاستجابة للطلبات المتعلقة بإعمال حقوق الإنسان والقانون الدولي الإنساني. وأخيراً، طُلب منه أيضاً النظر في إنشاء فئة جديدة داخل صندوق الأمم المتحدة الاستئماني لتحسين التأهب لمنع نشوب النزاعات وحفظ السلام في أفريقيا.

## روابط خارجية
- نص القرار في undocs.org